# Why Me?
Why Me? (укр. Чому я?) — пісня, що виконана співачкою Ліндою Мартін та яка перемогла на конкурсі пісні Євробачення-1992 зі 155 балами. Це була перша перемога Ірландії на цьому конкурсі із серії трьох поспіль перемог, і четверта перемога країни в конкурсі в цілому.
Пісня — про те, як пощастило ліричній героїні з коханим, і її роздумах, чому саме їй так пощастило.
В UK Singles Chart пісня протрималася два тижні, досягнувши на піку 59 позиції.